# Head Over Heels (игра)
Head over Heels — компьютерная игра с изометрической графикой, разработанная в 1987 году фирмой Ocean Software для ряда платформ. Изначально была выпущена для компьютеров с процессором Z80 — ZX Spectrum, Amstrad CPC и MSX. Игра оказалась успешной и была портирована на другие компьютеры — Amiga, Amstrad PCW, Atari (8-разрядная линейка), Atari ST, Commodore 64. Также игра была неофициально портирована на Commodore Plus/4. В сентябре 2003 года энтузиастами был выпущен мультиплатформенный ремейк игры для современных компьютеров.
Игра получила очень хорошие отзывы в игровой прессе. Журнал CRASH дал ей оценку 97 %, журнал Your Sinclair — оценку 9/10. Игра заняла 30-ю позицию CRASH Top 100, 5-ю позицию YS Top 100 и 14-ю позицию YS Readers Top 100.

## Сюжет и геймплей
Сюжет игры схематичен и почти не имеет отношения к геймплею. Планета Свобода (Freedom) отправила двух своих агентов для освобождения пяти планет, порабощённых империей Чёрного Клыка (Blacktooth Empire). Оба агента были схвачены и посажены в тюрьму. Задача игрока — воссоединить их, пройти лабиринт из более чем 300 комнат и собрать пять корон.
Оба агента, Голова (Head) и Ноги (Heels), (отдаленно похожие на котенка и щенка) обычно управляются по отдельности, но их можно и объединить в одно целое. У каждого есть свои преимущества: Голова может высоко прыгать, контролироваться в прыжке и стрелять, а Ноги быстрее перемещаются и могут носить с собой предметы.
При объединении агентов (которое достигается запрыгиванием одного на другого) получается 2 гибрида, несколько отличающихся по доступному набору функций от отдельных персонажей. Для прохождения лабиринта требуются уникальные свойства обоих агентов.
Основа прохождения лабиринта - решение многочисленных логических задач, в ряде комнат (локаций) помимо обычного логически продуманного последовательного использования предметов необходимо сложное взаимодействие обоих персонажей. В некоторых локациях отдельные действия выполняются управляемой фигурой, для чего один из героев помещается в подобие джойстика - ограниченное "кнопками" с 4 сторон поле, перемещение героя в каком-либо направлении в нём вызывает перемещение управляемой фигуры.

## Особенности программного кода
Как и в более ранней игре "Бэтмен" от этих же разработчиков, движок игры отличался очень интересной особенностью: "сквозным" информационным пространством для хранения данных. Большинство параметров объектов игры кодировалось 3-битными последовательностями (например - цвет комнаты, наличие или отсутствие объекта на оси x, y, или z , его тип), что устраивало разработчиков игры. Но 1 байт, состоящий из 8 бит, оказывался избыточным для хранения 2 признаков и недостаточным для хранения 3. Разработчики в условиях жесткого недостатка оперативной памяти бытовых компьютеров применили "сквозное" хранение данных: то есть последовательности триад из 3 битов непрерывно переходили с байта на байт памяти в базе данных. Это обеспечило небывало большое, по меркам того времени, рабочее поле игры.

## Доработки
Существует версия игры, адаптированная для поддержки режима 256-цветной графики в эмуляторах Spec256 и EmuZWin.